# Andrzej Szarmach
Andrzej Szarmach (Gdansk, Pomerania, Polonia, 3 de octubre de 1950) es un destacado futbolista polaco ya retirado, que se desempeñaba como delantero, siendo parte de la selección de su país en múltiples oportunidades. También se desempeñó como entrenador entre 1987 y 2001. uno de los más temidos delanteros en la década de 1970 y comienzos de los 80 por su precisión en los disparos.

## Trayectoria
En toda su carrera vistió la camiseta de 7 instituciones, en Polonia jugó por el Polonia Gdansk entre 1965 y 1968, después en Arka Gdynia entre 1969 y 1972, en Górnik Zabrze entre 1972 y 1976, y por el Stal Mielec entre 1976 y 1980. Luego continuó su carrera en Francia en el prestigioso Auxerre entre 1980 y 1985 del cual es el máximo goleador histórico. Luego pasó al En Avant de Guingamp para jugar entre 1985 y 1987 y por último el Clermont entre 1987 y 1989, donde también se desempeñó como entrenador.
Luego de su primera experiencia como entrenador en el Clermont, dirigió también al Châteauroux, al Angoulême, al Zagłębie Lubin y a Aurillac.
Fue uno de los embajadores de Polonia (junto a Zbigniew Boniek) para la Eurocopa 2012 disputada en aquel país junto a Ucrania.

## Selección nacional

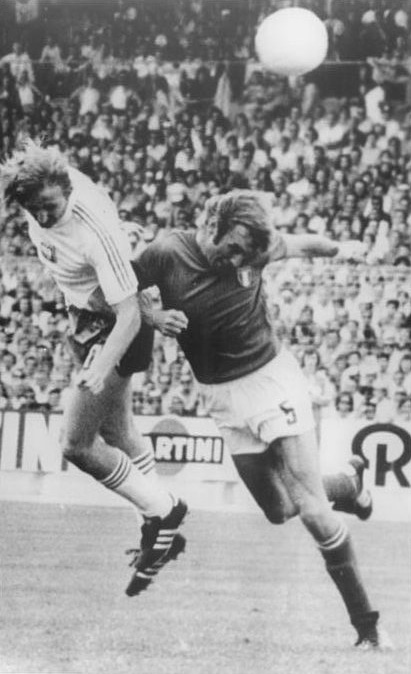
Szarmach disputa un balón con el italiano Francesco Morini.

Estuvo en la selección durante 9 años, entre 1973 y 1982, anotando 32 goles en 61 partidos jugados, convirtiéndose así en el quinto máximo anotador de la historia de la selección.
Logró disputar 3 mundiales, el de 1974 en Alemania Occidental, el de 1978 en Argentina y en 1982 en España. En el 1974 consiguió ser el segundo máximo anotador del certamen (detrás de su compañero en ataque Grzegorz Lato). Le anotó uno a Argentina (3:2), tres a Haití (7:0) y otro a Italia (1:0), todo esto en fase de grupos. En la cita mundialista de 1978 jugó 5 partidos y logró un gol, contra Perú (1:0) en las fases finales. Al mundial siguiente sólo jugó un partido, la definición por el tercer lugar contra Francia y anotó uno de los goles con los que Polonia conseguiría su segundo bronce de la historia (3:2) y el cual sería su último partido en la selección.

### Participaciones en Copas del Mundo
| Mundial                        | Sede                | Resultado    | PJ | Goles |
| ------------------------------ | ------------------- | ------------ | -- | ----- |
| Copa Mundial de Fútbol de 1974 | Alemania Occidental | Tercer lugar | 6  | 5     |
| Copa Mundial de Fútbol de 1978 | Argentina           | Segunda fase | 5  | 1     |
| Copa Mundial de Fútbol de 1982 | España              | Tercer lugar | 1  | 1     |
| Total                          |                     |              | 12 | 7     |

En 1976 conseguiría una medalla de plata en los Juegos Olímpicos de Montreal, en los cuales jugó 5 encuentros y anotó 6 goles, 2 a Irán (3:2), 2 a Corea del Norte (5:0) y finalmente 2 a Brasil en semifinales (2:0).

## Clubes

### Como jugador
| Club           | País    | Año           | PJ  | Goles |
| -------------- | ------- | ------------- | --- | ----- |
| Polonia Gdansk | Polonia | 1965 - 1968   |     |       |
| Arka Gdynia    | Polonia | 1969 - 1972   | 72  | 41    |
| Górnik Zabrze  | Polonia | 1972 - 1976   | 76  | 33    |
| Stal Mielec    | Polonia | 1976 - 1980   | 131 | 76    |
| Auxerre        | Francia | 1980 - 1985   | 148 | 94    |
| EA Guingamp    | Francia | 1985 - 1987   | 64  | 33    |
| Clermont       | Francia | 1987 - 1989   | 32  | 20    |
|                |         | Total carrera | 523 | 297   |

### Como entrenador
| Club           | País    | Año         |
| -------------- | ------- | ----------- |
| Clermont       | Francia | 1987 - 1989 |
| Châteauroux    | Francia | 1989 - 1991 |
| Angoulême      | Francia | 1991 - 1995 |
| Zagłębie Lubin | Polonia | 1996 - 1999 |
| Aurillac       | Francia | 1999 - 2001 |

### Distinciones individuales
| Distinción                        | Año  |
| --------------------------------- | ---- |
| Goleador de los JJ. OO. (6 goles) | 1976 |